# مارتي غور
مارتي غور (بالإنجليزية: Marty Gurr)‏ هو لاعب دوري الرغبي أسترالي، ولد في 11 سبتمبر 1958 في نيوكاسل في أستراليا.